# 假售回購
假售回購（英語：wash sale）是指投資人在目前虧損狀況下售出證券（包含股票、債券、期權），之後不久又買回相同或實質上相同的證券之行為。目的上，投資者是想將未實現資本損失轉為已實現資本損失，以獲得當年度稅務抵免之優惠，並希望隨後回購的證券在未來能增值產生資本利得，在未來年度才需報稅。
目前一些國家針對這樣的行為有稅制上的防範。如美國，若在售出後30天內又回購相同證券，則實現虧損之交易會被調整為不具虧損，而將損失金額彌補至回購證券的交易成本基礎（cost basis）上。整體來說，交易的虧損會被保留到日後又售出才真正實現，但在當年度該次交易則無法作為申報抵稅用途。